# Punta Reyes

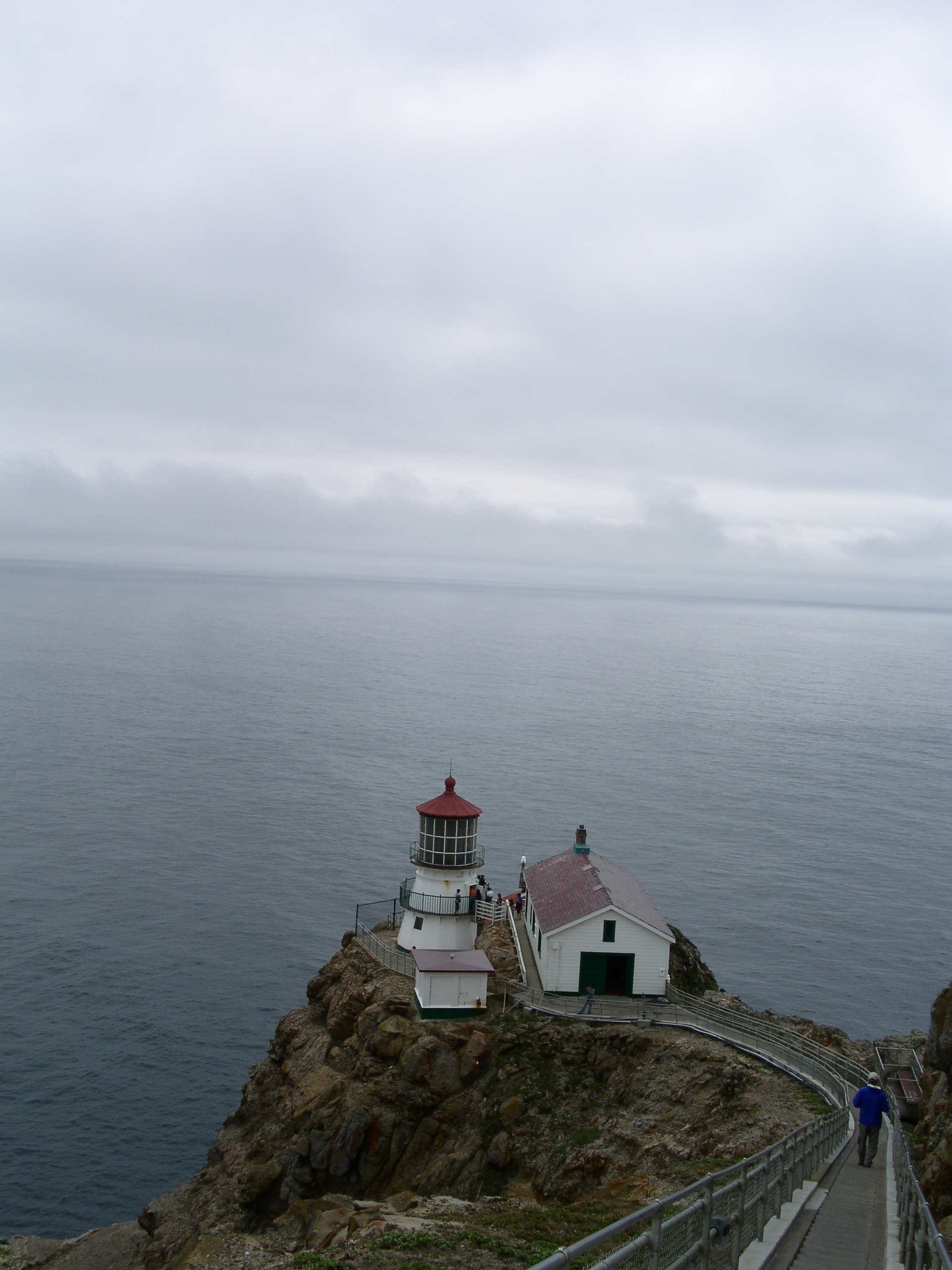
Faro de Punta Reyes

Punta Reyes (en inglés: Point Reyes) es un prominente cabo y un popular destino turístico del norte del estado de California, en la costa del Pacífico al oeste de los Estados Unidos. Está situado en el condado de Marin, a aproximadamente 50 km al NO de la gran ciudad de San Francisco. El término se aplica a menudo a la península de Punta Reyes, la región limitada por la bahía Tomales, en el noreste, y la laguna Bolinas, en el sureste.
La punta está protegida como parte del Litoral nacional de Punta Reyes (Point Reyes National Seashore).

## Historia
Punta Reyes fue originalmente bautizada Punto de los Reyes por el explorador español Sebastián Vizcaíno cuando su nave, la Capitana, ancló en bahía Drakes el 6 de enero de 1603, día de Reyes (Epifanía).
La punta ha sido un lugar reconocido en la navegación marítima del litoral en la región, y se ha especulado sobre sí la cercana bahía Drakes sería el lugar de desembarco de Francis Drake en 1579 que él bautizó como New Albion. En esa bahía también se produjo en 1595 el naufragio del San Agustín, el galeón de Manila que capitaneaba Sebastian Rodríguez Cermeno.